# 400 mètres haies
Le 400 mètres haies est une discipline d'athlétisme qui consiste, pour les hommes et femmes, à courir 400 mètres, longueur traditionnelle d'un tour de piste, en franchissant dix haies. Les coureurs doivent rester dans le couloir qui leur est assigné. Les haies qu'ils font tomber ne donnent lieu à aucune pénalité, néanmoins les concurrents s'efforcent d'en toucher le moins possible pour éviter d'être ralentis ou déséquilibrés, voire de se blesser.
Le record du monde masculin, 45 s 94, est détenu par Karsten Warholm. Chez les femmes, le record du monde, 50 s 37, est détenu par Sydney McLaughlin.
Le 400 mètres haies ne dure qu'environ 3 secondes de plus que le 400 mètres. C'est une discipline olympique depuis 1900 pour les hommes et depuis 1984 seulement pour les femmes.

## Histoire
La première course s'apparentant au 400 mètres haies eut lieu à Oxford en Angleterre en 1860 sur une distance de 440 yards (404,336 m). Les participants devaient franchir 12 haies en bois, mesurant, comme pour le 120 yards de l'époque, 3 pieds 6 pouces de hauteur, soit 1,067 m.
Pour réduire le risque de blessures, des haies plus légères et plus faciles à faire tomber furent utilisées. Cependant, jusqu'en 1935, les participants étaient disqualifiés s'ils faisaient tomber plus de 3 haies et les records n'étaient acceptés que si toutes les haies étaient encore debout.
En 1900, l'année de l'introduction du 400 mètres haies aux Jeux olympiques de Paris, les règles de cette course furent fixées : 400 mètres à parcourir, en franchissant 10 haies. Le premier champion olympique est l'Américain John Tewksbury qui s'impose en 57 s 6.
Le premier 400 mètres haies féminin connu a lieu en 1971. L'IAAF rend cette course officielle en 1974. Elle ne devient une discipline olympique qu'en 1984.

## Spécificités

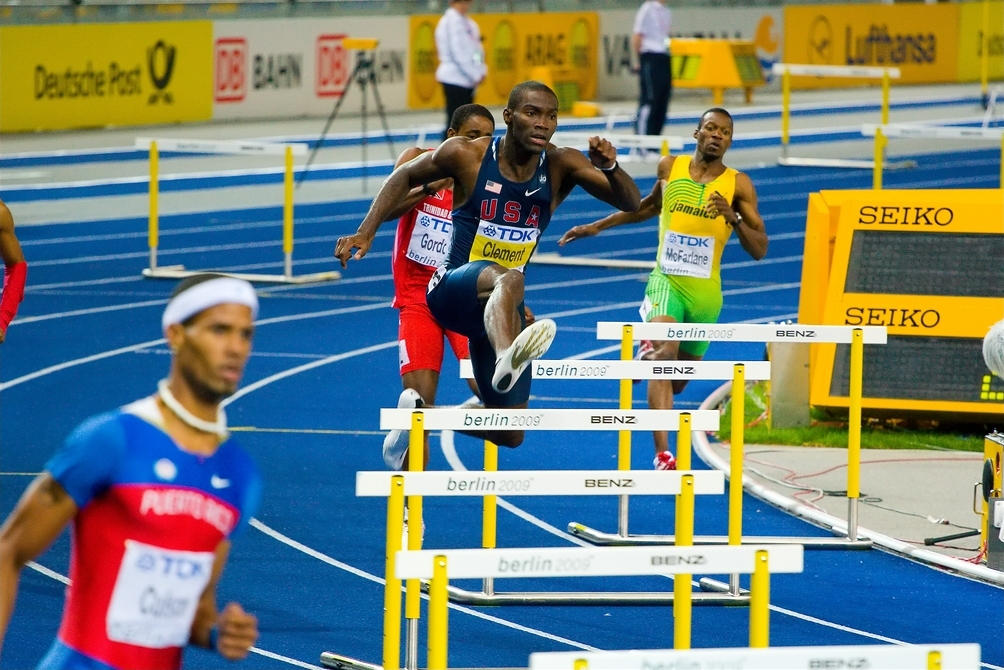
Kerron Clement aux Championnats du monde de Berlin, en 2009

Pour le 400 m masculin, les haies mesurent 91,44 cm de hauteur (1 yard), et 83,8 cm (33 pouces) jusqu'à 17-18 ans. La première haie se trouve à 45 m de la ligne de départ et les suivantes à 35 m les unes des autres. La dernière se trouve à 40 m de la ligne d'arrivée. L'emplacement des haies est matérialisé par des tirets verts. Pour les femmes, les haies sont placées aux mêmes endroits, mais leur hauteur est de 76,2 cm (30 pouces). Le marquage permet également la tenue de courses de 320 m haies comportant huit obstacles, la ligne de départ se trouvant alors à l'emplacement de la deuxième haie du 400 m.
| Distance    | Nombre de haies | Hauteur         | Première haie au départ | Distance entre les haies | Dernière haie à l'arrivée |
| ----------- | --------------- | --------------- | ----------------------- | ------------------------ | ------------------------- |
| 400 m haies | 10              | 0,91 m (hommes) | 45 m                    | 35 m                     | 40 m                      |
| 400 m haies | 10              | 0,76 m (femmes) | 45 m                    | 35 m                     | 40 m                      |

Un élément technique important est le nombre de foulées entre les obstacles. Le premier à réaliser 14 foulées fut le Sud-Africain Gert Potgieter en 1956. La difficulté du passage en 13 appuis réside dans l'amplitude de la foulée ce qui fait changer de jambe dans l'intervalle suivant (pour les bons techniciens), beaucoup d'athlètes l'utilisent aujourd'hui mais pas forcément à bon escient. Les autres athlètes masculins et les femmes passent en 14 appuis, ou 15 appuis, voire plus à chaque intervalle ou en fin de course.

## Performances

### Records du monde
Le record du monde masculin, 45 s 94, est établi le 3 août 2021, lors de la finale des Jeux olympiques d'été de 2020 à Tokyo au Japon par le Norvégien Karsten Warholm. Il bat largement son propre record du monde, 46 s 70, établi le 1er juillet 2021 chez lui à Oslo en Norvège. Le record du monde féminin progresse beaucoup lui aussi grâce à l'Américaine Sydney McLaughlin qui, l'a battu à plusieurs reprises. Elle le porte à finalement a 50 s 37, lors des Jeux Olympiques 2024 de Paris. 
| Genre  | Temps   | Athlète           | Pays       | Date         | Lieu   | Circonstance                      |
| ------ | ------- | ----------------- | ---------- | ------------ | ------ | --------------------------------- |
| Hommes | 45 s 94 | Karsten Warholm   | Norvège    | 3 août 2021  | Tokyo  | Jeux olympiques                   |
| Femmes | 50 s 65 | Sydney McLaughlin | États-Unis | 30 juin 2024 | Eugene | Sélections olympiques américaines |

### Records continentaux
| Région                                          | Genre | Temps   | Athlète              | Pays       | Date              | Lieu    |
| ----------------------------------------------- | ----- | ------- | -------------------- | ---------- | ----------------- | ------- |
| Afrique                                         | M     | 47 s 10 | Samuel Matete        | Zambie     | 7 août 1991       | Zurich  |
| Afrique                                         | F     | 52 s 90 | Nezha Bidouane       | Maroc      | 25 août 1999      | Séville |
| Amérique du Nord, Amérique centrale et Caraïbes | M     | 46 s 17 | Rai Benjamin         | États-Unis | 3 août 2021       | Tokyo   |
| Amérique du Nord, Amérique centrale et Caraïbes | F     | 50 s 65 | Sydney McLaughlin    | États-Unis | 30 juin 2024      | Eugene  |
| Amérique du Sud                                 | M     | 46 s 29 | Alison dos Santos    | Brésil     | 19 juillet 2022   | Eugene  |
| Amérique du Sud                                 | F     | 53 s 69 | Gianna Woodruff      | Panama     | 20 juillet 2022   | Eugene  |
| Asie                                            | M     | 46 s 98 | Abderrahman Samba    | Qatar      | 30 juin 2018      | Paris   |
| Asie                                            | F     | 53 s 09 | Kemi Adekoya         | Bahreïn    | 24 août 2023      | Pékin   |
| Europe Record d'Europe du 400 m haies           | M     | 45 s 94 | Karsten Warholm      | Norvège    | 3 août 2021       | Tokyo   |
| Europe Record d'Europe du 400 m haies           | F     | 51 s 45 | Femke Bol            | Pays-Bas   | 23 juillet 2023   | Londres |
| Océanie                                         | M     | 48 s 28 | Rohan Robinson       | Australie  | 31 juillet 1996   | Atlanta |
| Océanie                                         | F     | 53 s 17 | Debbie Flintoff-King | Australie  | 28 septembre 1988 | Séoul   |

### Meilleures performances de tous les temps
| Temps | Temps   | Athlète           | Lieu   | Date              |
| ----- | ------- | ----------------- | ------ | ----------------- |
| 1     | 45 s 94 | Karsten Warholm   | Tokyo  | 3 août 2021       |
| 2     | 46 s 17 | Rai Benjamin      | Tokyo  | 3 août 2021       |
| 3     | 46 s 29 | Alison dos Santos | Eugene | 19 juillet 2022   |
| 4     | 46 s 39 | Rai Benjamin      | Eugene | 16 septembre 2023 |
| 5     | 46 s 46 | Rai Benjamin      | Eugene | 30 juin 2024      |
| 6     | 46 s 51 | Karsten Warholm   | Monaco | 21 juillet 2023   |
| 7     | 46 s 52 | Karsten Warholm   | Oslo   | 15 juin 2023      |
| 8     | 46 s 53 | Karsten Warholm   | Eugene | 16 septembre 2023 |
| 9     | 46 s 62 | Rai Benjamin      | Eugene | 9 juillet 2023    |
| 10    | 46 s 63 | Alison dos Santos | Oslo   | 30 mai 2024       |

| Temps | Temps   | Athlète           | Lieu              | Date            |
| ----- | ------- | ----------------- | ----------------- | --------------- |
| 1     | 50 s 37 | Sydney McLaughlin | Paris             | 8 août 2024     |
| 2     | 50 s 65 | Sydney McLaughlin | Eugene            | 30 juin 2024    |
| 3     | 50 s 68 | Sydney McLaughlin | Eugene            | 22 juillet 2022 |
| 4     | 50 s 95 | Femke Bol         | La Chaux-de-Fonds | 14 juillet 2024 |
| 5     | 51 s 30 | Femke Bol         | Londres           | 20 juillet 2024 |
| 6     | 51 s 41 | Sydney McLaughlin | Eugene            | 26 juin 2022    |
| 7     | 51 s 45 | Femke Bol         | Londres           | 23 juillet 2023 |
| 8     | 51 s 46 | Sydney McLaughlin | Tokyo             | 4 août 2021     |
| 9     | 51 s 58 | Dalilah Muhammad  | Tokyo             | 4 août 2021     |
| 10    | 51 s 61 | Sydney McLaughlin | Nashville         | 5 juin 2022     |

### Athlètes les plus rapides
| Temps | Temps   | Athlète           | Lieu                | Date              |
| ----- | ------- | ----------------- | ------------------- | ----------------- |
| 1     | 45 s 94 | Karsten Warholm   | Tokyo               | 3 août 2021       |
| 2     | 46 s 17 | Rai Benjamin      | Tokyo               | 3 août 2021       |
| 3     | 46 s 29 | Alison dos Santos | Eugene              | 19 juillet 2022   |
| 4     | 46 s 78 | Kevin Young       | Barcelone           | 6 août 1992       |
| 5     | 46 s 98 | Abderrahman Samba | Paris               | 30 juin 2018      |
| 6     | 47 s 02 | Edwin Moses       | Coblence            | 31 août 1983      |
| 7     | 47 s 03 | Bryan Bronson     | La Nouvelle-Orléans | 21 juin 1998      |
| 8     | 47 s 08 | Kyron McMaster    | Tokyo               | 3 août 2021       |
| 9     | 47 s 10 | Samuel Matete     | Zurich              | 7 août 1991       |
| 10    | 47 s 19 | André Phillips    | Séoul               | 25 septembre 1988 |

| Temps | Temps   | Athlète             | Lieu      | Date               |
| ----- | ------- | ------------------- | --------- | ------------------ |
| 1     | 50 s 68 | Sydney McLaughlin   | Eugene    | 22 juillet 2022    |
| 2     | 51 s 45 | Femke Bol           | Londres   | 23 juillet 2023    |
| 3     | 51 s 58 | Dalilah Muhammad    | Tokyo     | 4 août 2021        |
| 4     | 52 s 34 | Yuliya Pechenkina   | Toula     | 8 août 2003        |
| 5     | 52 s 39 | Shamier Little      | Stockholm | 4 juillet 2021     |
| 6     | 52 s 42 | Melaine Walker      | Berlin    | 20 août 2009       |
| 7     | 52 s 47 | Lashinda Demus      | Daegu     | 1er septembre 2011 |
| 8     | 52 s 51 | Rushell Clayton     | Kingston  | 28 juin 2024       |
| 9     | 52 s 61 | Kim Batten          | Göteborg  | 11 août 1995       |
| 10    | 52 s 62 | Tonja Buford-Bailey | Göteborg  | 11 août 1995       |

### Meilleures performances mondiales de l'année

#### Hommes
Toutes ces performances ont été homologuées par l'IAAF.
| Année | Temps   | Athlète                | Nationalité               | Lieu                | Date               | Compétition                        | Notes                  |
| ----- | ------- | ---------------------- | ------------------------- | ------------------- | ------------------ | ---------------------------------- | ---------------------- |
| 1968  | 48 s 1  | David Hemery           | Royaume-Uni               | Mexico              | 15 octobre 1968    | Jeux olympiques                    | ancien record du monde |
| 1969  | 49 s 1  | Vyacheslav Skomorokhov | Union soviétique          | Kiev                | 19 août 1969       |                                    |                        |
| 1970  | 48 s 5  | Ralph Mann             | États-Unis                | Des Moines          | 20 juin 1970       |                                    |                        |
| 1971  | 48 s 9  | Ralph Mann             | États-Unis                | Helsinki            | 30 juin 1971       |                                    |                        |
| 1972  | 47 s 82 | John Akii-Bua          | Ouganda                   | Munich              | 2 septembre 1972   | Jeux olympiques                    | ancien record du monde |
| 1973  | 48 s 49 | John Akii-Bua          | Ouganda                   | Lagos               | 13 janvier 1973    | Jeux africains                     |                        |
| 1974  | 48 s 1  | Jim Bolding            | États-Unis                | Milan               | 2 juillet 1974     |                                    |                        |
| 1975  | 48 s 55 | Jim Bolding            | États-Unis                | Paris               | 8 juillet 1975     |                                    |                        |
| 1976  | 47 s 63 | Edwin Moses            | États-Unis                | Montréal            | 25 juillet 1976    | Jeux olympiques                    | ancien record du monde |
| 1977  | 47 s 45 | Edwin Moses            | États-Unis                | Westwood            | 11 juin 1977       |                                    | ancien record du monde |
| 1978  | 47 s 94 | Edwin Moses            | États-Unis                | Zurich              | 16 août 1978       | Weltklasse Zurich                  |                        |
| 1979  | 47 s 53 | Edwin Moses            | États-Unis                | Montréal            | 24 août 1979       |                                    |                        |
| 1980  | 47 s 13 | Edwin Moses            | États-Unis                | Milan               | 3 juillet 1980     |                                    | ancien record du monde |
| 1981  | 47 s 14 | Edwin Moses            | États-Unis                | Lausanne            | 14 juillet 1981    | Meeting de Lausanne                |                        |
| 1982  | 47 s 48 | Harald Schmid          | Allemagne de l'Ouest      | Athènes             | 8 septembre 1982   | Championnats d'Europe              |                        |
| 1983  | 47 s 02 | Edwin Moses            | États-Unis                | Coblence            | 31 août 1983       |                                    | ancien record du monde |
| 1984  | 47 s 32 | Edwin Moses            | États-Unis                | Coblence            | 29 août 1984       |                                    |                        |
| 1985  | 47 s 63 | Danny Harris           | États-Unis                | Zurich              | 21 août 1985       | Weltklasse Zurich                  |                        |
| 1986  | 47 s 38 | Edwin Moses            | États-Unis                | Lausanne            | 2 septembre 1986   | Meeting de Lausanne                |                        |
| 1987  | 47 s 46 | Edwin Moses            | États-Unis                | Rome                | 1er septembre 1987 | Championnats du monde              |                        |
| 1988  | 47 s 19 | André Phillips         | États-Unis                | Séoul               | 25 septembre 1988  | Jeux olympiques                    |                        |
| 1989  | 47 s 86 | Kevin Young            | États-Unis                | Berlin              | 18 août 1989       |                                    |                        |
| 1990  | 47 s 49 | Danny Harris           | États-Unis                | Lausanne            | 12 juillet 1990    | Meeting de Lausanne                |                        |
| 1991  | 47 s 10 | Samuel Matete          | Zambie                    | Zurich              | 7 août 1991        | Weltklasse Zurich                  |                        |
| 1992  | 46 s 78 | Kevin Young            | États-Unis                | Barcelone           | 6 août 1992        | Jeux olympiques                    | ancien record du monde |
| 1993  | 47 s 18 | Kevin Young            | États-Unis                | Stuttgart           | 19 août 1993       | Championnats du monde              |                        |
| 1994  | 47 s 70 | Derrick Adkins         | États-Unis                | Linz                | 4 juillet 1994     |                                    |                        |
| 1995  | 47 s 37 | Stéphane Diagana       | France                    | Lausanne            | 5 juillet 1995     | Meeting de Lausanne                |                        |
| 1996  | 47 s 54 | Derrick Adkins         | États-Unis                | Atlanta             | 1er août 1996      | Jeux olympiques                    |                        |
| 1997  | 47 s 64 | Bryan Bronson          | États-Unis                | Monaco              | 16 août 1997       | Meeting Herculis                   |                        |
| 1998  | 47 s 03 | Bryan Bronson          | États-Unis                | La Nouvelle-Orléans | 21 juin 1998       | Championnats des États-Unis        |                        |
| 1999  | 47 s 72 | Fabrizio Mori          | Italie                    | Séville             | 27 août 1999       | Championnats du monde              |                        |
| 2000  | 47 s 50 | Angelo Taylor          | États-Unis                | Sydney              | 27 septembre 2000  | Jeux olympiques                    |                        |
| 2001  | 47 s 38 | Felix Sanchez          | République dominicaine    | Zurich              | 17 août 2001       | Weltklasse Zurich                  |                        |
| 2002  | 47 s 35 | Felix Sanchez          | République dominicaine    | Zurich              | 16 août 2002       | Weltklasse Zurich                  |                        |
| 2003  | 47 s 25 | Felix Sanchez          | République dominicaine    | Paris Saint-Denis   | 29 août 2003       | Championnats du monde              |                        |
| 2004  | 47 s 63 | Felix Sanchez          | République dominicaine    | Athènes             | 26 août 2004       | Jeux olympiques                    |                        |
| 2005  | 47 s 24 | Kerron Clement         | États-Unis                | Carson              | 26 mai 2005        | Championnats des États-Unis        |                        |
| 2006  | 47 s 39 | Kerron Clement         | États-Unis                | Indianapolis        | 24 juin 2006       | Championnats des États-Unis        |                        |
| 2007  | 47 s 61 | Kerron Clement         | États-Unis                | Osaka               | 28 août 2007       | Championnats du monde              |                        |
| 2008  | 47 s 79 | Kerron Clement         | États-Unis                | Kingston            | 3 mai 2008         |                                    |                        |
| 2009  | 47 s 91 | Kerron Clement         | États-Unis                | Berlin              | 18 août 2009       | Championnats du monde              |                        |
| 2010  | 47 s 32 | Bershawn Jackson       | États-Unis                | Des Moines          | 26 juin 2010       |                                    |                        |
| 2011  | 47 s 66 | Louis van Zyl          | Afrique du Sud            | Pretoria            | 25 février 2011    |                                    |                        |
| 2012  | 47 s 63 | Felix Sánchez          | République dominicaine    | Londres             | 6 août 2012        | Jeux olympiques                    |                        |
| 2013  | 47 s 69 | Jehue Gordon           | Trinité-et-Tobago         | Moscou              | 15 août 2013       | Championnats du monde              |                        |
| 2014  | 48 s 03 | Javier Culson          | Porto Rico                | New York            | 14 juin 2014       |                                    |                        |
| 2015  | 47 s 79 | Nicholas Bett          | Kenya                     | Pékin               | 25 août 2015       |                                    |                        |
| 2016  | 47 s 73 | Kerron Clement         | États-Unis                | Rio de Janeiro      | 18 août 2016       | Jeux olympiques                    |                        |
| 2017  | 47 s 80 | Kyron McMaster         | Îles Vierges britanniques | Kingston            | 20 mai 2017        | Jamaica International Invitational |                        |
| 2018  | 46 s 98 | Abderrahmane Samba     | Qatar                     | Kingston            | 30 juin 2018       | Meeting de Paris 2018              |                        |
| 2019  | 46 s 92 | Karsten Warholm        | Norvège                   | Zurich              | 29 août 2019       | Weltklasse Zurich                  |                        |
| 2020  | 46 s 87 | Karsten Warholm        | Norvège                   | Stockholm           | 23 août 2020       | Bauhaus-Galan 2020                 |                        |
| 2021  | 45 s 94 | Karsten Warholm        | Norvège                   | Tokyo               | 3 août 2021        | Jeux olympiques                    | actuel record du monde |
| 2022  | 46 s 29 | Alison dos Santos      | Brésil                    | Eugene              | 19 juillet 2022    | Championnats du monde              |                        |
| 2023  | 46 s 39 | Rai Benjamin           | États-Unis                | Eugene              | 16 septembre 2023  |                                    |                        |

#### Femmes
| Année | Temps   | Athlète               | Nationalité        | Lieu         | Date               | Compétition           | Notes                  |
| ----- | ------- | --------------------- | ------------------ | ------------ | ------------------ | --------------------- | ---------------------- |
| 1977  | 55 s 63 | Karin Rossley         | États-Unis         | Westwood     | 11 juin 1977       |                       | ancien record du monde |
| 1978  | 54 s 89 | Tatyana Zelentsova    | Union soviétique   | Prague       | 2 septembre 1978   | Championnats d'Europe | ancien record du monde |
| 1979  | 54 s 78 | Marina Makeyeva       | Union soviétique   | Moscou       | 27 juillet 1979    |                       | ancien record du monde |
| 1980  | 54 s 28 | Karin Rossley         | États-Unis         | Milan        | 3 juillet 1980     |                       | ancien record du monde |
| 1981  | 54 s 79 | Ellen Neumann         | Allemagne de l'Est | Iéna         | 7 août 1981        |                       |                        |
| 1982  | 54 s 57 | Ann-Louise Skoglund   | Suède              | Athènes      | 10 septembre 1982  | Championnats d'Europe |                        |
| 1983  | 54 s 02 | Ana Ambrazienė        | Union soviétique   | Moscou       | 11 juin 1983       |                       | ancien record du monde |
| 1984  | 53 s 58 | Margarita Ponomaryova | Union soviétique   | Kiev         | 22 juin 1984       |                       | ancien record du monde |
| 1985  | 53 s 55 | Sabine Busch          | Allemagne de l'Est | Berlin       | 22 septembre 1985  |                       | ancien record du monde |
| 1986  | 52 s 94 | Marina Stepanova      | Union soviétique   | Tachkent     | 17 septembre 1986  |                       | ancien record du monde |
| 1987  | 53 s 24 | Sabine Busch          | Allemagne de l'Est | Potsdam      | 21 août 1987       |                       |                        |
| 1988  | 53 s 17 | Debbie Flintoff-King  | Australie          | Séoul        | 28 septembre 1988  | Jeux olympiques       |                        |
| 1989  | 53 s 37 | Sandra Farmer-Patrick | États-Unis         | New York     | 21 juillet 1989    |                       |                        |
| 1990  | 53 s 62 | Tatyana Ledovskaya    | Union soviétique   | Split        | 31 août 1990       | Championnats d'Europe |                        |
| 1991  | 53 s 11 | Tatyana Ledovskaya    | Union soviétique   | Tokyo        | 29 août 1991       | Championnats du monde |                        |
| 1992  | 53 s 23 | Sally Gunnell         | États-Unis         | Barcelone    | 5 août 1992        | Jeux olympiques       |                        |
| 1993  | 52 s 74 | Sally Gunnell         | Royaume-Uni        | Stuttgart    | 19 août 1993       | Championnats du monde | ancien record du monde |
| 1994  | 53 s 72 | Kim Batten            | États-Unis         | Nice         | 18 juillet 1994    |                       |                        |
| 1995  | 52 s 61 | Kim Batten            | États-Unis         | Göteborg     | 11 août 1995       | Championnats du monde | ancien record du monde |
| 1996  | 52 s 82 | Deon Hemmings         | Jamaïque           | Atlanta      | 31 juillet 1996    | Jeux olympiques       |                        |
| 1997  | 52 s 97 | Kim Batten            | États-Unis         | Indianapolis | 14 juin 1997       |                       |                        |
| 1998  | 52 s 74 | Kim Batten            | États-Unis         | Monaco       | 8 août 1998        |                       |                        |
| 1999  | 52 s 89 | Daimí Pernía          | Cuba               | Séville      | 25 août 1999       | Championnats du monde |                        |
| 2000  | 53 s 02 | Irina Privalova       | Russie             | Sydney       | 27 septembre 2000  | Jeux olympiques       |                        |
| 2001  | 53 s 34 | Nezha Bidouane        | Maroc              | Edmonton     | 8 août 2001        | Championnats du monde |                        |
| 2002  | 53 s 10 | Yuliya Pechonkina     | Russie             | Toula        | 9 juin 2002        |                       |                        |
| 2003  | 52 s 34 | Yuliya Pechonkina     | Russie             | Toula        | 8 août 2003        |                       | ancien record du monde |
| 2004  | 52 s 77 | Faní Halkiá           | Grèce              | Athènes      | 26 août 2004       | Jeux olympiques       |                        |
| 2005  | 52 s 90 | Yuliya Pechonkina     | Russie             | Helsinki     | 13 août 2005       | Championnats du monde |                        |
| 2006  | 53 s 02 | Lashinda Demus        | États-Unis         | Athènes      | 24 juin 2006       |                       |                        |
| 2007  | 53 s 28 | Tiffany Williams      | États-Unis         | Indianapolis | 24 juin 2007       |                       |                        |
| 2008  | 52 s 64 | Melaine Walker        | Jamaïque           | Pékin        | 20 mai 2008        | Jeux olympiques       |                        |
| 2009  | 52 s 42 | Melaine Walker        | Jamaïque           | Berlin       | 20 août 2009       | Championnats du monde |                        |
| 2010  | 52 s 82 | Lashinda Demus        | États-Unis         | Rome         | 10 juin 2010       | Golden Gala           |                        |
| 2011  | 52 s 47 | Lashinda Demus        | États-Unis         | Daegu        | 1er septembre 2011 | Championnats du monde |                        |
| 2012  | 52 s 70 | Natalya Antyukh       | Russie             | Londres      | 8 août 2012        | Jeux olympiques       |                        |
| 2013  | 52 s 83 | Zuzana Hejnová        | Tchéquie           | Moscou       | 15 août 2013       | Championnats du monde |                        |
| 2014  | 53 s 41 | Kaliese Spencer       | Jamaïque           | Kingston     | 27 juin 2014       |                       |                        |
| 2015  | 53 s 50 | Zuzana Hejnová        | Tchéquie           | Pékin        | 26 août 2015       | Championnats du monde |                        |
| 2016  | 52 s 88 | Dalilah Muhammad      | États-Unis         | Eugene       | 10 juillet 2016    |                       |                        |
| 2017  | 52 s 64 | Dalilah Muhammad      | États-Unis         | Sacramento   | 25 juin 2017       |                       |                        |
| 2018  | 52 s 75 | Sydney McLaughlin     | États-Unis         | Knoxville    | 13 mai 2018        |                       |                        |
| 2019  | 52 s 16 | Dalilah Muhammad      | États-Unis         | Doha         | 4 octobre 2019     | Championnats du monde | ancien record du monde |
| 2020  | 53 s 79 | Femke Bol             | Pays-Bas           | Arnhem       | 18 juillet 2020    |                       |                        |
| 2021  | 51 s 46 | Sydney McLaughlin     | États-Unis         | Tokyo        | 4 août 2021        | Jeux olympiques       | ancien record du monde |
| 2022  | 50 s 68 | Sydney McLaughlin     | États-Unis         | Eugene       | 22 juillet 2022    | Championnats du monde | actuel record du monde |
| 2023  | 51 s 45 | Femke Bol             | Pays-Bas           | Londres      | 23 juillet 2023    |                       |                        |

## Palmarès olympique et mondial
| Compétition   | Hommes            | Femmes               |
| ------------- | ----------------- | -------------------- |
| Jeux 1900     | Walter Tewksbury  |                      |
| Jeux 1904     | Harry Hillman     |                      |
| Jeux 1908     | Charles Bacon     |                      |
| Jeux 1920     | Frank Loomis      |                      |
| Jeux 1924     | Morgan Taylor     |                      |
| Jeux 1928     | David Burghley    |                      |
| Jeux 1932     | Bob Tisdall       |                      |
| Jeux 1936     | Glenn Hardin      |                      |
| Jeux 1948     | Roy Cochran       |                      |
| Jeux 1952     | Charles Moore     |                      |
| Jeux 1956     | Glenn Davis       |                      |
| Jeux 1960     | Glenn Davis       |                      |
| Jeux 1964     | Rex Cawley        |                      |
| Jeux 1968     | David Hemery      |                      |
| Jeux 1972     | John Akii-Bua     |                      |
| Jeux 1976     | Edwin Moses       |                      |
| Jeux 1980     | Volker Beck       |                      |
| Mondiaux 1983 | Edwin Moses       | Yekaterina Fesenko   |
| Jeux 1984     | Edwin Moses       | Nawal El Moutawakel  |
| Mondiaux 1987 | Edwin Moses       | Sabine Busch         |
| Jeux 1988     | André Phillips    | Debbie Flintoff-King |
| Mondiaux 1991 | Samuel Matete     | Tatyana Ledovskaya   |
| Jeux 1992     | Kevin Young       | Sally Gunnell        |
| Mondiaux 1993 | Kevin Young       | Sally Gunnell        |
| Mondiaux 1995 | Derrick Adkins    | Kim Batten           |
| Jeux 1996     | Derrick Adkins    | Deon Hemmings        |
| Mondiaux 1997 | Stéphane Diagana  | Nezha Bidouane       |
| Mondiaux 1999 | Fabrizio Mori     | Daimí Pernia         |
| Jeux 2000     | Angelo Taylor     | Irina Privalova      |
| Mondiaux 2001 | Félix Sánchez     | Nezha Bidouane       |
| Mondiaux 2003 | Félix Sánchez     | Jana Rawlinson       |
| Jeux 2004     | Félix Sánchez     | Fani Halkia          |
| Mondiaux 2005 | Bershawn Jackson  | Ioulia Petchenkina   |
| Mondiaux 2007 | Kerron Clement    | Jana Rawlinson       |
| Jeux 2008     | Angelo Taylor     | Melaine Walker       |
| Mondiaux 2009 | Kerron Clement    | Melaine Walker       |
| Mondiaux 2011 | David Greene      | Lashinda Demus       |
| Jeux 2012     | Félix Sánchez     | Natalya Antyukh      |
| Mondiaux 2013 | Jehue Gordon      | Zuzana Hejnová       |
| Mondiaux 2015 | Nicholas Bett     | Zuzana Hejnová       |
| Jeux 2016     | Kerron Clement    | Dalilah Muhammad     |
| Mondiaux 2017 | Karsten Warholm   | Kori Carter          |
| Mondiaux 2019 | Karsten Warholm   | Dalilah Muhammad     |
| Jeux 2020     | Karsten Warholm   | Sydney McLaughlin    |
| Mondiaux 2022 | Alison dos Santos | Sydney McLaughlin    |
| Mondiaux 2023 | Karsten Warholm   | Femke Bol            |

## En intérieur
Il existe une version de cette course pour les courts couverts, inventée et développée par Jean-Georges Sarkadi, entraîneur international sprint/haies. La première course a lieu de manière officieuse en 2004 lors du meeting de Mondeville. Elle a été lancée pour la première fois en compétition officielle en 2006 par la Fédération française du sport universitaire, lors des Championnats de France Universitaires Indoor. Elle n'est pas encore officialisée par la FFA ni l'IAAF.

### Spécificités
Les coureurs commencent dans les couloirs puis se rabattent au niveau de la ligne de rabattement du 400 mètres classique. Les haies sont placées en deux rangées dans chaque ligne droite et sont chacune espacées d'une distance de 30 mètres, avec une distance minimale d'attaque de la haie après le virage qui est d'au moins 6 mètres.

### Records
La meilleure performance mondiale pour les hommes est détenue par Félix Sánchez qui court en 48 s 78 au meeting de Val-de-Reuil le 18 février 2012. Celle des femmes est de 56 s 42, elle est réalisée par Sheena Tosta lors du meeting de Val-de-Reuil le 12 février 2011.